# آخرین ستاره شب
آخرین ستارهٔ شب نام یک مجموعهٔ تلویزیونی به کارگردانی منوچهر پوراحمد است که در سال ۱۳۷۳ تولید و از شبکه ۱ سیما پخش شد. این مجموعه تلویزیونی، اولین مجموعه تلویزیونی ساخته شده دربارهٔ ایدز در صدا و سیمای ایران است.

## خلاصه داستان
پسر جوانی به نام «کامیاب» که علاقه‌ای به رفتن به خارج از کشور ندارد، با اصرار پدرش (با بازی داوود رشیدی) که یک جراح است، برای ادامه تحصیل به خارج می‌رود. پس از مدتی، پدر از طریق یکی از دوستان مشترک، خبردار می‌شود که پسر مبتلا به بیماری ایدز است. پدر که نگران سلامتی پسرش شده، در گرماگرم فصل امتحانات و با اصرار، او را به ایران بازمی‌گرداند و در بیمارستان بستری می‌کند. پسر که از بیماری خود آگاه نیست، از بیمارستان فرار می‌کند و پس از چند روز سرگردانی، در اثر شدت گرفتن بیماری‌اش، می‌میرد.

## بازیگران و عوامل تولید

### بازیگران
- داوود رشیدی در نقش دکتر محمود کیوان
- هما روستا در نقش مهتاب زمرد
- علي فرهبد در نقش کامیاب
- پانته‌آ پوراحمد در نقش غزاله
- جمشید اسماعیل‌خانی در نقش آقا ریحان
- پوراندخت مهیمن در نقش عشرت
- منوچهر حامدی در نقش طغرل
- جهانگیر فروهر در نقش خان‌دایی
- بیژن بنفشه‌خواه در نقش رستم
- اکبر عبدی
- علی زندی
- هما خاکپاش

### عوامل تولید
- کارگردان: منوچهر پوراحمد
- فیلمنامه: اصغر عبداللهی
- مدیر فیلمبرداری: اصغر رفیعی‌جم
- تدوین: رضا عسگری، منوچهر پوراحمد
- موسیقی: رها خسروی
- محصول: گروه اجتماعی شبکه ۱
- سال تولید: ۱۳۷۴